# 問状
問状（といじょう/もんじょう）は、中世日本における訴訟において用いられた古文書。訴訟において訴人（原告）の提訴が認められて、訴訟を担当する機関より相手側である論人（被告）に対して原告の訴状に対する反論（陳状）の提出を命じるために出された。

## 概要
幕府（及びその下の探題）が訴訟を扱った場合には御教書、院や朝廷が扱った場合には綸旨の形式で出された他、実務を担当する引付頭人や奉行人の奉書形式を取る場合もある。
書式としては「○○（原告）より、××の件で訴えがあったのでその訴状を送付するのでこれについて弁明せよ（「可明申/可弁申」）」という内容で末尾に催促の文言が含まれていた。鎌倉幕府においては、被告側からの陳状が得られない場合には出頭命令（召状）が出され、それにも従わない場合には原告の勝訴とされたが、室町幕府では召状が出されること無く直ちに原告の勝訴と判断された。
ただし、問状を発給するのは訴訟機関ではあったが、その送付は当事者主義の原則により、原告自身が被告に届ける事になっていた。また、古い時代の問状には「訴えが事実であれば非法行為を停止し、子細があれば弁明せよ」という文言が入っており、これを判決と誤解する事例もあった。従って被告に渡す際にトラブルを惹き起こしたり、問状の存在を大義名分として被告に対して実力行使（=「自力救済」、これを「問状狼藉」という）を行う場合も多かった。このため、後の問状では誤解を招きやすい文言を用いなくなった他、御成敗式目51条ではこうした「問状狼藉」を禁ずる規定が設けられている。